# Imbrius geminatus
Imbrius geminatus är en skalbaggsart som beskrevs av Holzschuh 2005. Imbrius geminatus ingår i släktet Imbrius och familjen långhorningar. Inga underarter finns listade i Catalogue of Life.